# Yarra (rivier)
De Yarra is een rivier in het zuiden van Victoria, Australië, waaraan de stad Melbourne werd gesticht.

## Oorsprong van de naam Yarra
De rivier werd Birrarung genoemd door de Wurundjeribevolking, die de regio bewoonde voor de komst van de Europeanen. De rivier kreeg de naam Yarra Yarra in 1835 van John Helder Wedge van de Port Phillip Association in de veronderstelling dat dit de Aboriginalnaam was voor de rivier. De naam Yarra Yarra komt van "altijd stromend".

## Geografie

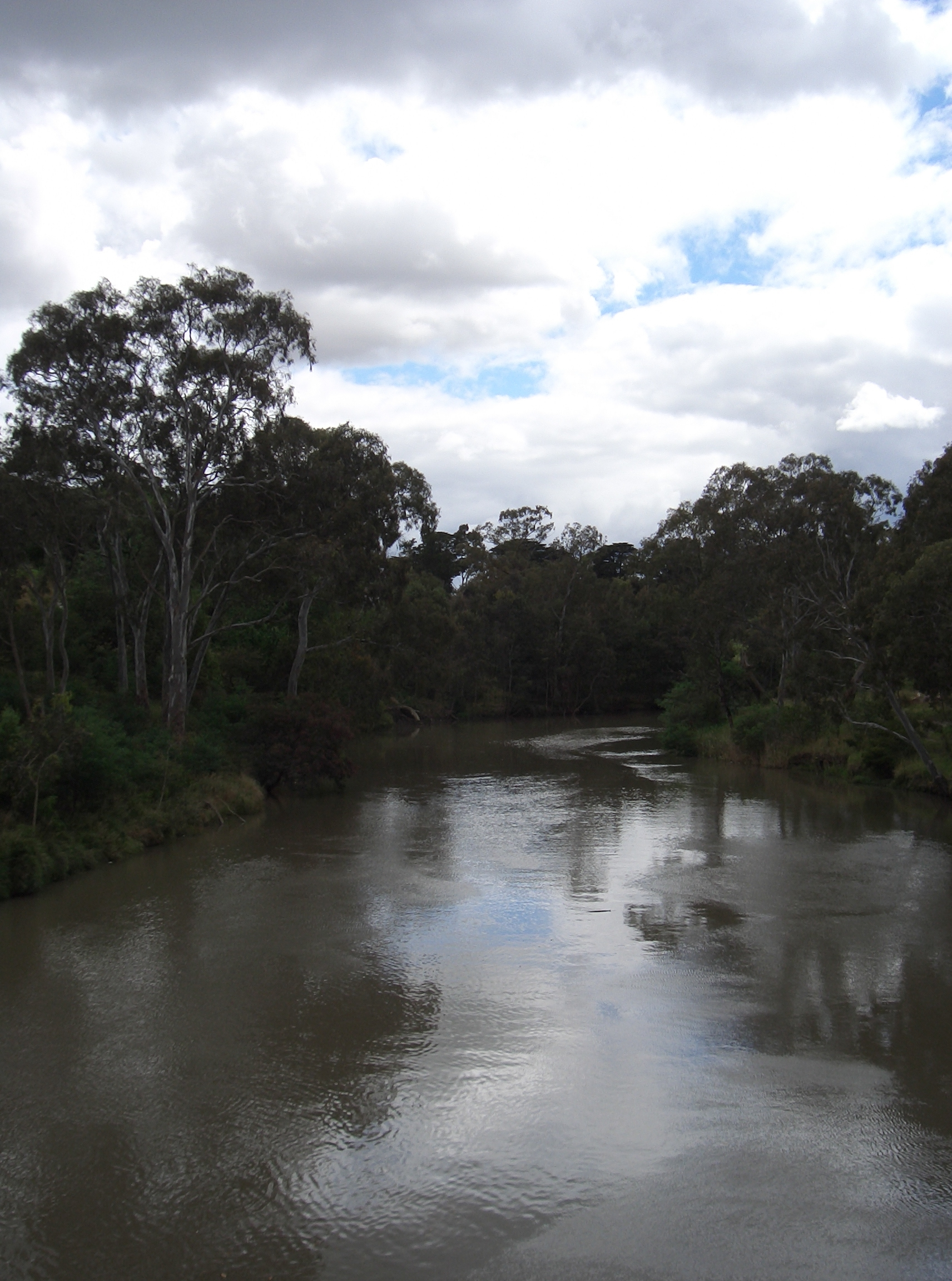
Vanaf Kanes Bridge

De benedenloop van de rivier loopt door het centrum van Melbourne en heeft een lengte van ongeveer 242 kilometer. Het is de westelijkste rivier die gevoed wordt door het smelten van sneeuw. Enkele van de belangrijkste zijrivieren van de Yarra zijn de Maribyrnong en de Plenty.
In Melbourne stroomt de rivier langs de zuidelijke kant van het zakendistrict. De Flinders Street loopt parallel aan de Yarra. In dit gebied wordt jaarlijks het "Moomba" festival georganiseerd, waarbij een waterski competitie wordt gehouden. Het gedeelte vanaf de Docklands tot aan de Melbourne Cricket Ground werd gebruikt tijdens de Gemenebestspelen 2006. Aan de Yarra ligt ook Federation Wharf dat weer verbonden is met de Federation Square. Op de hoek van de King Street en de Flinders Street bevindt zich het Melbourne Aquarium, eveneens aan de Yarra. Ten westen van het Melbourne Aquarium bevindt zich het Batman Park.
Uiteindelijk mondt de rivier uit in de Port Phillip Bay, de grootste haven van Australië.
- Library of Congress Control Number: sh85149026
- Nationale Bibliotheek van Israël: 987007531841605171
- Virtual International Authority File: 315526756